# Kerodi, Sagar
Kerodi là một làng thuộc tehsil Sagar, huyện Shimoga, bang Karnataka, Ấn Độ.